# Antal Zirczy
Antal Zirczy (ur. 2 lutego 1898 w Budapeszcie, zm. 27 lipca 1996 w Heusweiler) – węgierski szermierz.

## Życiorys
Reprezentował Węgry podczas Letnich Igrzysk Olimpijskich w 1936 roku w florecie (drużynowo).. Na mistrzostwach świata zdobył złoty medal w szabli drużynowo w Budapeszcie (1933).